# Cieszynka (sport)

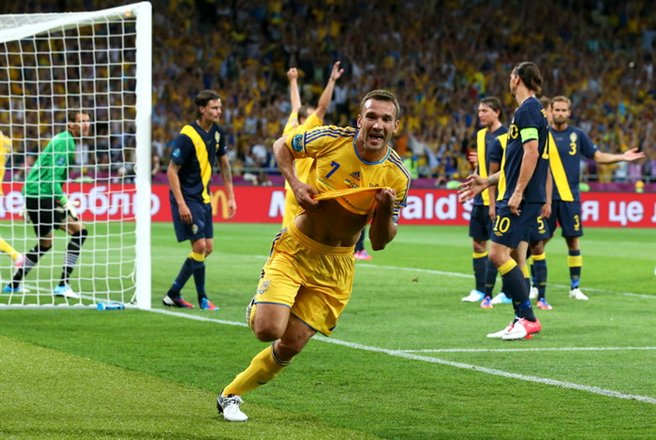
Andrij Szewczenko po zdobyciu gola podczas Euro 2012

Cieszynka – w sporcie popularne określenie na okazywanie radości przez zawodnika po zdobyciu gola lub punktu. Kojarzone jest głównie z piłką nożną. Słowo „cieszynka” jest powszechnie używane przede wszystkim w magazynach i serwisach sportowych, pojawiło się także między innymi w grze FIFA jako tłumaczenie angielskiego celebrations.

## Rodzaje

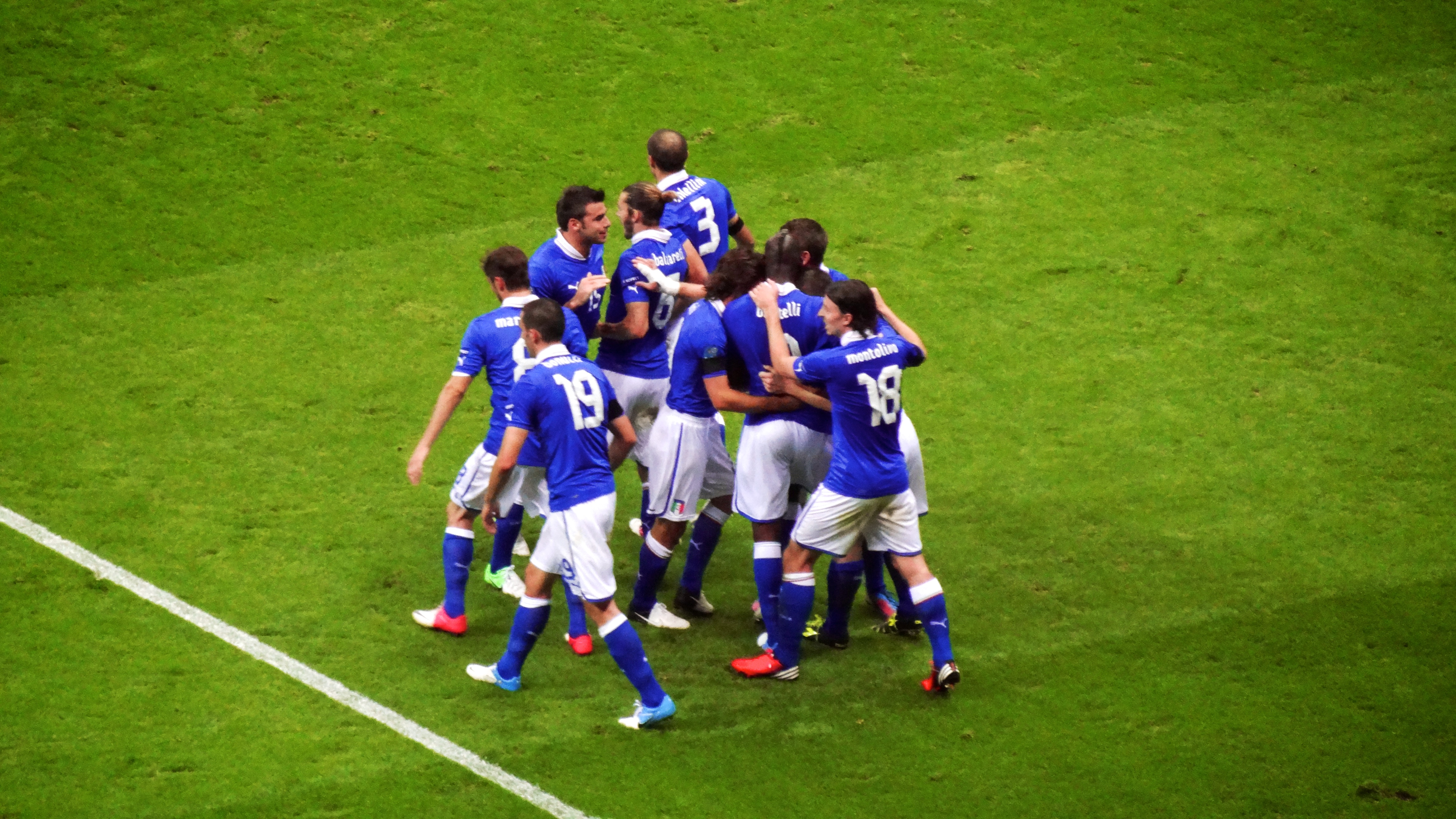
Grupowy uścisk włoskich piłkarzy cieszących się z gola

Do najpopularniejszych rodzajów cieszynek można zaliczyć: grupowy uścisk z innymi piłkarzami z drużyny, ucałowanie godła na koszulce, przyłożenie palca do ust jako forma uciszenia kibiców przeciwnika, ślizg na kolanach, bieg z rozłożonymi rękami w pozycji przypominającej samolot, poruszanie rękami w sposób przypominający kołysanie dziecka, taniec, salto, podskakiwanie, uniesienie rąk w górę wskazując palcami w niebo, czy zdjęcie koszulki.
W hokeju, gdy zawodnicy cieszą się po zdobyciu bramki, grana jest krótka, około 30-sekundowa melodia.

## Ważniejsze przykłady
- Słynne stało się zdjęcie koszulki przez amerykańską piłkarkę Brandi Chastain w 1999 roku. Jej fotografia pojawiła się na okładce Newsweeka oraz Sports Illustrated[3];
- Podczas meczu ćwierćfinałowego Mistrzostw Świata 1994 Brazylijczyk Bebeto wykonując „kołyskę” – gest przypominający kołysanie dziecka – poinformował kibiców o narodzinach dziecka;
- Podczas Euro 2012 włoski piłkarz Mario Balotelli zdjął koszulkę i stanął w miejscu prezentując swoje mięśnie. Jego zdjęcie w tej pozycji stało się później memem internetowym;
- W 2014 roku na Mistrzostwach Świata w Siatkówce kontrowersje wzbudziła cieszynka rosyjskiego siatkarza Aleksieja Spiridonowa, który wykonywał w stronę polskich kibiców gesty przypominające strzelanie z karabinu[4];
- W 2019 roku Krzysztof Piątek zastrzegł swoją charakterystyczną cieszynkę (ślizg na kolanach i ręce ułożone w kształt rewolwerów) jako ruchomy znak towarowy[5].

## Przepisy prawne
FIFA nie zakazuje okazywania radości po strzeleniu gola, jednak niektóre jej formy są zabronione.
Kartką może zostać ukarany zawodnik, który zdejmie koszulkę, wybiegnie poza boisko, użyje obraźliwego gestu lub będzie opóźniał wznowienie gry. Nierzadko zdarza się też, że w takich przypadkach piłkarz dostaje grzywnę lub zostaje zawieszony. Przykładowo w 2013 roku piłkarz greckiego klubu AEK Ateny Jorgos Katidis został ukarany dożywotnim zakazem występów we wszystkich reprezentacjach Grecji za wykonanie nazistowskiego salutu.